# Mainzer Berg (Mittlerer Pfälzerwald)
Der Mainzer Berg, eigentlich Großer Mainzer Berg, im rheinland-pfälzischen Landkreis Bad Dürkheim ist ein 403,5 m ü. NHN hoher Berg bei Weidenthal im Mittleren Pfälzerwald, liegt aber fast ausschließlich im Stadtgebiet von Bad Dürkheim.

## Geographische Lage
Obwohl nur ungefähr 700 m vom Ortsrand von Weidenthal entfernt gelegen, befindet sich der Mainzer Berg auf der Gemarkung der Stadt Bad Dürkheim. An seinem Westfuß liegt im Tal des Hochspeyerbachs der Weidentahler Wohnplatz Mainzertal. Der Berg ist vollständig mit Mischwald bewaldet.

## Verkehr und Wandern
Durch die Südwestflanke des Mainzer Berges führt oberhalb des Hochspeyerbachs der 212 m lange Mainzer Berg-Tunnel der Pfälzischen Ludwigsbahn, der in den Jahren 1845 bis 1849 beim Bau der Eisenbahnstrecke durch Buntsandstein getrieben wurde. Im Bachtal verläuft auch die den Berg passierende Bundesstraße 39. Zum Beispiel an dieser Straße beginnend kann der Berg auf Waldwegen und -pfaden erwandert werden.